# قائمة زملاء الجمعية الملكية المنتخبين في 1890
هذه الصفحة تعرض قائمة زملاء الجمعية الملكية المُنتخبين لعام 1890.

## الزملاء
- Percival Spencer Umfreville Pickering [الإنجليزية]‏
- إسحاق روبرتس
- Robert Holford Macdowall Bosanquet [الإنجليزية]‏
- Samuel Hawksley Burbury [الإنجليزية]‏
- جون كير
- بنجامين بيكر
- دايفيد شارب
- Alfred Merle Norman [الإنجليزية]‏
- Percy Alexander MacMahon [الإنجليزية]‏
- Jethro Teall [الإنجليزية]‏
- Walter Gardiner [الإنجليزية]‏